# 双連市集
双連市集，又稱雙連朝市、雙連菜市場、雙連早市，早期稱車頭菜市仔、謙和市場，為位於台北市中山區民生西路45巷、帶狀公園旁的一個傳統市場，範圍自台北捷運雙連站2號出口經文昌宮至錦西街。其為台北市少數仍保有傳統樣貌的傳統露天早市之一，因其在地特色、庶民風格而受日本觀光客歡迎。

## 歷史
双連市集已有近百年的歷史，日本時代位於台鐵淡水線雙連車站附近，因此早期又稱車頭菜市仔，香火鼎盛的台北文昌宮亦坐落於此，為自然聚集而成的市場聚落，亦是大稻埕南北乾貨貿易往東擴張的重要據點。
1990年代，台鐵淡水線改建捷運，在捷運淡水線完工後攤商仍舊聚集於此。2020年台北市政府推動線形公園改造工程，於4月開始推動民生西路45巷攤販整頓案，請攤販整併至東側1.5公尺範圍，留設西側3.5公尺通道供消防車輛通行，因而引發攤商抗爭，並訴求「分段圍籬、分段施工」，以保障攤商生計，對此市府亦承諾改建完成之後，會讓攤販繼續原地擺攤，工程於7月15日動工。而後又因「水溝蓋工程」延宕恢復營業日期引發攤商不滿，最終攤商於2021年1月27日回歸，並達成市府要求的攤商實名制管理、交通及消防安全要求，退縮至道路兩側藍線內擺攤。

## 其他
本處為日本男子搖滾樂團back number單曲《高嶺的花子小姐》之MV取景地。

## 交通

### 台北捷運
- 雙連站
- 民權西路站

## 周邊
- 台北文昌宮
- 馬偕紀念醫院
- 心中山線形公園

## 外部連結
- 双連市集的Facebook專頁

## 腳註